# Franco Carradori
Franco Carradori (Roma, 24 aprile 1934 – Roma, 26 agosto 2004) è stato un calciatore e allenatore di calcio italiano, di ruolo centrocampista.

## Carriera

Franco Corradori

Ha disputato sei campionati in Serie A dal 1955 al 1961, tutti con la maglia della Lazio, per complessive 147 presenze e 9 reti in massima serie.
Ha inoltre totalizzato 83 presenze e 3 reti in Serie B nelle file di Palermo (in prestito dai biancocelesti), Brescia e Trani.

## Collegamenti esterni

Una formazione della Lazio del 1960-61: Carradori è il primo in piedi a destra

## Palmarès

### Giocatore

#### Competizioni nazionali
Coppa Italia: 1 
Lazio: 1958

### Allenatore

#### Competizioni regionali
- Coppa Cossu-Mariotti: 1

Torres: 1976-1977